# 2006/2007 ISUジュニアグランプリシリーズ
2006/2007 ISUジュニアグランプリシリーズ（2006/2007 ISU Junior Series of Figure Skating）は、国際スケート連盟が承認するフィギュアスケート・アイスダンスにおける2006-2007年シーズンのISUジュニアグランプリの総称。

## 概要
当シリーズでは、8大会での総合成績が上位となった男子シングルの8人、女子シングルの9人とペア、アイスダンスの各8組がJGPファイナルに進んだ。
なお、ペアはエントリーが少ないために4大会で行われなかった。

## 開催地と日程
- JGPクールシュベル（クールシュベル）：2006年8月24日-27日
- JGPブダペスト（ブダペスト）：2006年8月31日-3日
- JGPメキシコ杯（メキシコシティ）：2006年9月14日-17日
- JGPミエルクレア＝チュク（ミエルクレア＝チュク）：2006年9月21日-24日
- JGPスピンオブノルウェー（オスロ）：2006年9月28日-10月1日
- JGPハーグ（ハーグ）：2006年10月5日-7日
- JGP台湾杯（台北市）：2006年10月12日-15日
- JGPリベレツ（リベレツ）：2006年10月19日-22日
- ISU JGPファイナル（ソフィア）：2006年12月7日-9日

## 競技結果

### 男子シングル
| 大会名                  | 金                         | 銀                       | 銅                           |
| JGPクールシュベル       | オースティン・カナラカン   | カレン・オイ             | ジェレミー・テン             |
| JGPブダペスト           | スティーブン・キャリエール | 無良崇人                 | Eliot Halverson              |
| JGPメキシコ杯           | ケヴィン・レイノルズ       | ブランドン・ムロズ       | 村上大介                     |
| JGPハルギタ杯           | トミー・スティーンバーグ   | アルチョム・ボロドゥリン | 鳥居拓史                     |
| JGPスピンオブノルウェー | オースティン・カナラカン   | 関金林                   | ウラジミール・ウスペンスキー |
| JGPハーグ               | スティーブン・キャリエール | アルチョム・ボロドゥリン | Eliot Halverson              |
| JGP台湾杯               | ブランドン・ムロズ         | ケヴィン・レイノルズ     | 無良崇人                     |
| JGPリベレツ             | トミー・スティーンバーグ   | 町田樹                   | パヴェル・カシュカ           |
| ISU JGPファイナル       | スティーブン・キャリエール | ブランドン・ムロズ       | ケヴィン・レイノルズ         |

### 女子シングル
| 大会名                  | 金                       | 銀                       | 銅                       |
| JGPクールシュベル       | アシュリー・ワグナー     | メーガン・ハイアット     | ステファニア・ベルトン   |
| JGPブダペスト           | ジュリアナ・カンナロッゾ | 水津瑠美                 | 崔智恩                   |
| JGPメキシコ杯           | キャロライン・ジャン     | ソニア・ラフエンテ       | シン・イェジ             |
| JGPハルギタ杯           | 武田奈也                 | メリッサ・ブランハギ     | エカテリーナ・コズイレワ |
| JGPスピンオブノルウェー | ジュリアナ・カンナロッゾ | ステファニア・ベルトン   | Margarita Tertichnaia    |
| JGPハーグ               | アシュリー・ワグナー     | メーガン・オスター       | 水津瑠美                 |
| JGP台湾杯               | キャロライン・ジャン     | 武田奈也                 | 金羅英                   |
| JGPリベレツ             | メーガン・オスター       | スヴェトラーナ・イサコワ | エレーナ・グレボワ       |
| ISU JGPファイナル       | キャロライン・ジャン     | アシュリー・ワグナー     | メーガン・オスター       |

### ペア
| 大会名                  | 金                                                          | 銀                                                          | 銅                                              |
| JGPクールシュベル       | 未実施                                                      | 未実施                                                      | 未実施                                          |
| JGPブダペスト           | キオーナ・マクラフリン and ロックニ・ブルーベイカー         | Kaela Pflumm and クリストファー・ポッテンジャー             | Emilie Demers Boutin and Pierre-Philippe Joncas |
| JGPメキシコ杯           | 未実施                                                      | 未実施                                                      | 未実施                                          |
| JGPハルギタ杯           | 未実施                                                      | 未実施                                                      | 未実施                                          |
| JGPスピンオブノルウェー | ケンドラ・モイル and アンディー・サイツ                     | ブリジット・ナミオトカ and ジョン・コフリン                 | Amanda Velenosi and Mark Fernandez              |
| JGPハーグ               | 未実施                                                      | 未実施                                                      | 未実施                                          |
| JGP台湾杯               | キオーナ・マクラフリン and ロックニ・ブルーベイカー         | ベラ・バザロワ and ユーリ・ラリオノフ                       | ジェシカ・ローズ・ペイシュ and ジョン・ナス     |
| JGPリベレツ             | クセニア・クラシルニコワ and コンスタンチン・ベズマテルニフ | ケンドラ・モイル and アンディー・サイツ                     | ブリジット・ナミオトカ and ジョン・コフリン     |
| ISU JGPファイナル       | キオーナ・マクラフリン and ロックニ・ブルーベイカー         | クセニア・クラシルニコワ and コンスタンチン・ベズマテルニフ | ジェシカ・ローズ・ペイシュ and ジョン・ナス     |

### アイスダンス
| 大会名                  | 金                                                  | 銀                                                  | 銅                                              |
| JGPクールシュベル       | エカテリーナ・ボブロワ ドミトリー・ソロビエフ       | マディソン・ハベル and キーファー・ハベル           | エロディ・ブルイラー and ブノワ・リショー       |
| JGPブダペスト           | エカテリーナ・ボブロワ ドミトリー・ソロビエフ       | Joanna Lenko and ミッチェル・イスラム               | ユリア・ズロビナ and アレクセイ・シトニコフ     |
| JGPメキシコ杯           | エミリー・サミュエルソン and エヴァン・ベイツ       | Elodie Brouiller and Benoit Richaud                 | パイパー・ギレス and Timothy Mckernan           |
| JGPハルギタ杯           | クリスチーナ・ゴルシュコワ and ヴィタリー・ブチコフ | カミラ・スペルタ and Marco Garavaglia               | ナデジダ・フロレンコワ and ミハイル・カサロ     |
| JGPスピンオブノルウェー | グレテ・グリュンベルク and クリスティアン・ランド   | クリスチーナ・ゴルシュコワ and ヴィタリー・ブチコフ | ヴァネッサ・クローン and ポール・ポワリエ       |
| JGPハーグ               | マディソン・ハベル and キーファー・ハベル           | グレテ・グリュンベルク and クリスティアン・ランド   | Ksenia Antonova and Roman Mylnikov              |
| JGP台湾杯               | エミリー・サミュエルソン and エヴァン・ベイツ       | アリサ・アガフォノヴァ and ドミトロ・ドゥニ         | ケイトリン・ウィーバー and アンドリュー・ポジェ |
| JGPリベレツ             | ユリア・ズロビナ and アレクセイ・シトニコフ         | カミラ・スペルタ and Marco Garavaglia               | ケイトリン・ウィーバー and アンドリュー・ポジェ |
| ISU JGPファイナル       | マディソン・ハベル and キーファー・ハベル           | エミリー・サミュエルソン and エヴァン・ベイツ       | エカテリーナ・ボブロワ ドミトリー・ソロビエフ   |

## 各国メダル数
| 順 | 国・地域       | 金 | 銀 | 銅 | 計 |
| -- | -------------- | -- | -- | -- | -- |
| 1  | アメリカ合衆国 | 24 | 12 | 8  | 44 |
| 2  | ロシア         | 5  | 5  | 6  | 16 |
| 3  | 日本           | 1  | 4  | 3  | 8  |
| 4  | カナダ         | 1  | 2  | 7  | 10 |
| 5  | エストニア     | 1  | 2  | 1  | 4  |
| 6  | イタリア       | 0  | 3  | 1  | 4  |
| 7  | ウクライナ     | 0  | 1  | 1  | 2  |
| 7  | フランス       | 0  | 1  | 1  | 2  |
| 9  | 中国           | 0  | 1  | 0  | 1  |
| 9  | スペイン       | 0  | 1  | 0  | 1  |
| 11 | 韓国           | 0  | 0  | 3  | 3  |
| 12 | チェコ         | 0  | 0  | 1  | 1  |